# Puigcercós (Borredà)
Puigcercós és un mas al terme municipal de Borredà (Berguedà) catalogat a l'Inventari del Patrimoni Arquitectònic de Catalunya. Les notícies de la masia es remunten al 1145, quan l'abat Pere Ramon (1125-1153) de Santa Maria de Ripoll confirmà al senyor de Puigcercós la batllia de la vila que ja la tenia pel seu pare. Aquesta deuria incloure bona part del terme parroquial, concretament el sector de la riera de Merlès, amb les esglésies de Boatella i Salselles fins que al s. XIV es van crear les batllies. Gràcies a l'important arxiu familiar es pot seguir la història medieval de la família: política matrimonial, economia, propietats, etc. En època moderna es consolidà com una de les propietats més grans del terme.
Gran casa de pagès voltada d'edificacions i coberts amb múltiples reformes i adaptacions que han modificat força l'aspecte original del conjunt. Al primer terme hi ha unes quadres de grans dimensions, pallisses a la part posterior de grosses barbacanes i atractiva composició. La casa és arrebossada, amb algunes finestres amb llindes esculpides. L'entrada és un gran portal adovellat que té una petita escala d'accés. En un replà superior hi ha algunes instal·lacions agràries modernes que deterioren la imatge de conjunt. Es troba en un conjunt rural de muntanya mitjana, en procés continu d'adaptació econòmica. Es troba en una situació preeminent, per damunt de camps de conreu, a mig vessant de la muntanya, i en un segon terme, un bosc de pins.